# Kocham Tomaszów
Kocham Tomaszów – bezpłatny półrocznik samorządowy wydawany przez Urząd Miasta Tomaszowa Mazowieckiego. 

## Charakterystyka
Pismo zastąpiło po 2014 roku „Nową Gazetę Tomaszowską”. Ze względu na wzrastającą popularność mediów społecznościowych Urząd Miasta zdecydował się również na zmianę częstotliwości ukazywania się  swojego pisma. „NGT” była miesięcznikiem, „Kocham Tomaszów” jest półrocznikiem. Urząd Miasta prowadzi również profil na Facebooku o tym samym tytule. Na początku września 2021 roku profil obserwowało ponad 13 tysięcy osób. Tytuł półrocznika „Kocham Tomaszów” tworzy cześć loga promocyjnego Tomaszowa, przedstawionego w połowie 2015 roku. Zawartość papierowego wydania „Kocham Tomaszów” stanowią informacje i stanowiska Urzędu Miasta na temat bieżących problemów w Tomaszowie, kalendarium nadchodzących imprez kulturalno–rozrywkowych, porady prawne a również – zwykle jeden – wywiad. Na przedostatniej stronie redakcja przedstawia skład Rady Miasta wraz z podpisanymi zdjęciami radnych. Gazeta wykładana jest w urzędach podległych magistratowi, ale również w popularnych obiektach handlowych, jak handlowa „Galeria Tomaszów”